# Symplocos tinctoria
Symplocos tinctoria ist eine Pflanzenart aus der Gattung Symplocos der monogenerischen Familie Symplocaceae.

## Beschreibung

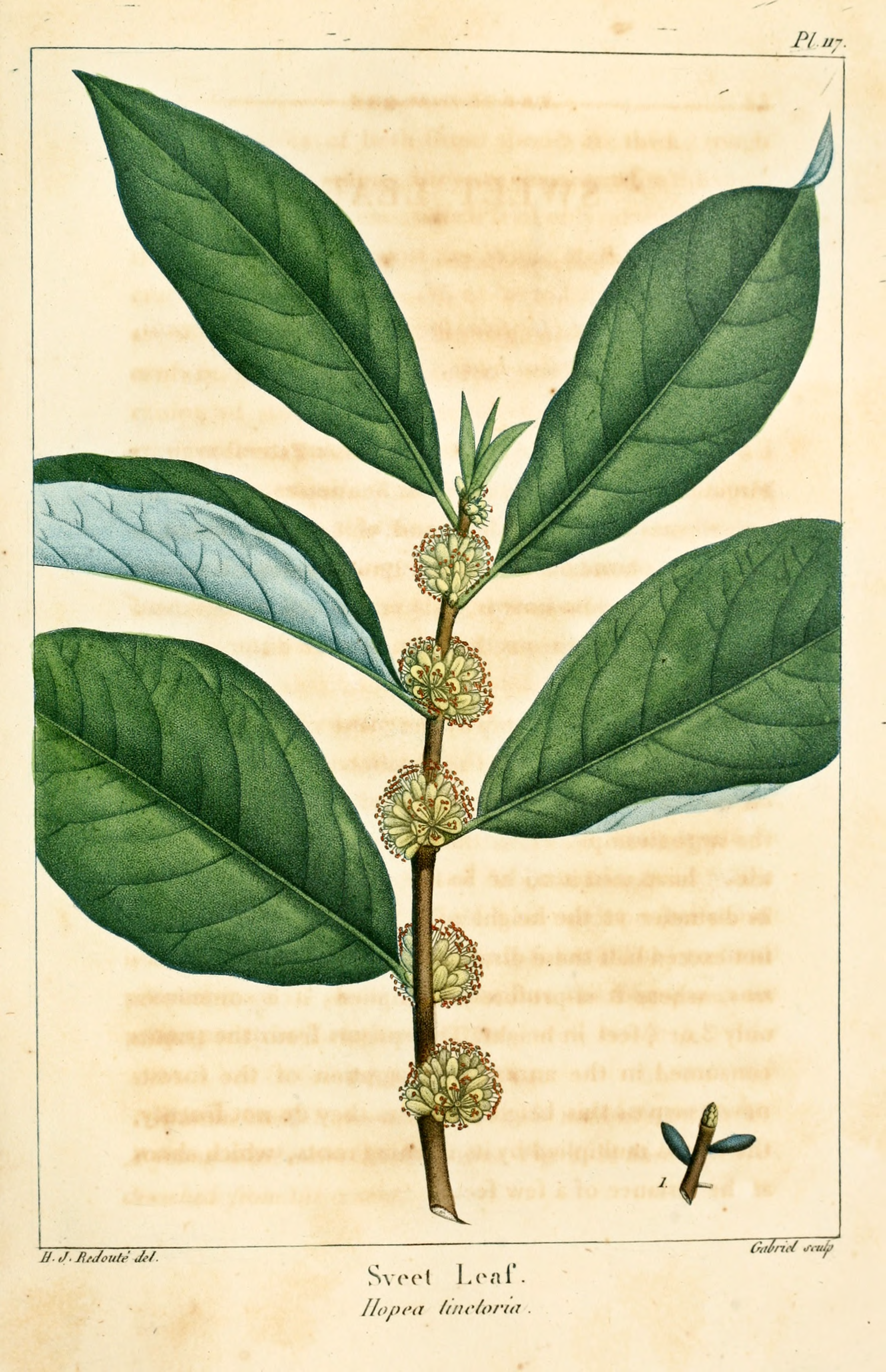
Illustration von Henri-Joseph Redouté in François André Michaux: The North American Sylva

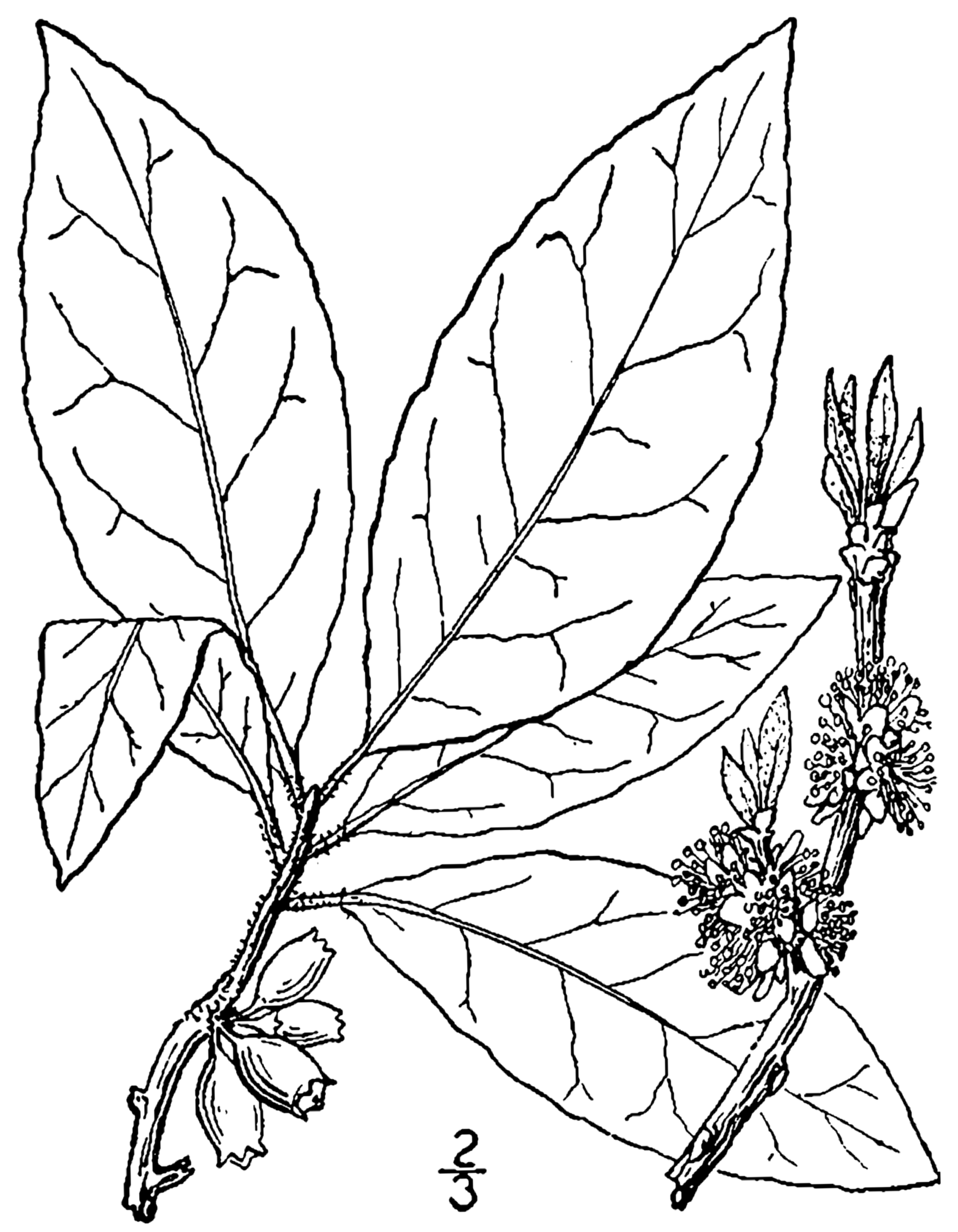
Illustration aus N. L. Britton, A. Brown An illustrated flora of the northern United States, Canada and the British Possessions. Volume 2: Courtesy of Kentucky Native Plant Society. Charles Scribner’s Sons, New York, 1913, S. 721

Symplocos tinctoria ist in vielen morphologischen Merkmalen sehr variabel.

### Vegetative Merkmale
Symplocos tinctoria wächst als immergrüner oder spät laubabwerfender Strauch oder Baum und erreicht Wuchshöhen von 5 bis 15 oder bis zu 17 Metern sowie Stammdurchmesser (Brusthöhendurchmesser = BHD) von etwa 36 Zentimetern. Die graue Borke besitzt rosafarbene Flecken, ist glatt bis etwas rissig und durch warzige Wucherungen rau. Die Äste wölben sich nach oben. Die Rinde der Zweige ist braun oder hell-grün bis grau und anfangs flaumig behaart später verkahlend. Das Mark der Zweige ist gekammert. Im ersten Jahr weisen die Zweige Durchmesser von weniger als 3 Millimeter auf. Die Winterknospen sind mit einer Länge von 8 bis 12 Millimetern relativ klein und ihre Knospenschuppen sind dreieckig mit spitzem oberen Ende, kahl oder fein behaart und bewimpert.
Die wechselständig und spiralig oder zweireihig an den Zweigen angeordneten Laubblätter sind in Blattstiel und -spreite gegliedert. Der Blattstiel ist 8 bis 12 Millimeter lang. Die einfache, etwa ledrige Blattspreite ist bei einer Länge von 5,5 bis 12, selten bis zu 15 Zentimetern sowie einer Breite von 2 bis 6, selten bis 7,5 Zentimetern elliptisch bis länglich der verkehrt-lanzettlich mit spitzer Spreitenbasis. Der Blattrand ist manchmal glatt, meist undeutlich gekerbt-gezähnt. Die Blattoberseite ist grün und kahl oder flaumig behaart. Die Blattunterseite ist weißlich grün und fein flaumig behaart.  Der Mittelnerv ist auf der Blattoberseite erhaben. Die nicht sehr aromatischen, oft süßschmeckenden Laubblätter sind mit einem süßen Geschmack, der bei älteren Laubblättern nachlässt. Es sind keine Nebenblätter vorhanden.

### Generative Merkmale
Die Blütezeit reicht im Heimatgebiet von Anfang März bis Mai. Die unauffälligen Blüten sind öffnen sich, bevor die neuen Laubblätter sich entfalten. Die Blüten befinden sich in Gruppen in den Blattachseln der vorjährigen Zweige oder direkt aus der Blattnarbe der bereits abgefallenen Laubblätter. Die Blütenstände enthalten jeweils 6 bis 14 Blüten. Die Blüten stehen meist über einem Trag- und zwei Deckblättern. Die Blütenknospen sind von orangefarbenen Knospenschuppen umhüllt.
Die meist zwittrigen, relativ kleinen, duftenden Blüten sind radiärsymmetrisch und meist fünfzählig mit doppelter Blütenhülle (Perianth). Die meist fünf dachziegelartig überlappenden Kelchblätter sind nur am Grund verwachsen. Die (drei bis) meist fünf dachziegelartig überlappenden, creme-weißen bis gelben Kronblätter sind zu einer kurzen Kronröhre verwachsen. Die Kronlappen sind 6 bis 8 Millimeter lang. Die vielen (bis zu 100) Staubblätter sind in fünf Bündeln mit jeweils sechs bis zehn Staubblättern angeordnet. Die Staubfäden sind an ihrer Basis und mit der Basis der Kronröhre verwachsenen und etwa so lang wie die Blütenkrone. Die orangefarbenen Staubbeutel sind fast kugelig. Drei Fruchtblätter sind unvollständig zu einem dreikammerigen Fruchtknoten verwachsen. Jede Fruchtknotenkammer enthält zwei Samenanlagen. Am Fruchtknoten ist ein kahler Diskus vorhanden. Der relativ dünne, 5 bis 6 Millimeter Griffel endet in einer kleinen, dreilappigen Narbe.
Die Früchte befinden sich in gestielten Gruppen entlang der Zweige. Am oberen Ende der Frucht verbleiben normalerweise die fünf Kelchlappen. Die bei Reife im Spätsommer bis Herbst grün, orangefarbenen bis braunen, kahlen Steinfrüchte sind bei einer Länge von meist 10 bis 12 (6 bis 14) Millimetern zylindrisch-ellipsoid. Die trockene Steinfrucht besitzt eine dünne „Fruchtschicht“ und einen harten „Steinkern“, der einen Samen enthält. Die eiförmigen Samen besitzen viel Endosperm, einen geraden oder gekrümmten Embryo und sehr kurze Keimblätter (Kotyledonen).

### Chromosomensatz
Die Chromosomengrundzahl beträgt x = 11; es liegt eine Chromosomenzahl von 2n = 28 vor.

## Ökologie
Die Laubblätter von Symplocos tinctoria werden oft von Wildtieren und Weidevieh gefressen.

## Vorkommen
Es handelt sich bei Symplocos tinctoria um die einzige Art der Gattung Symplocos in Nordamerika. In Nordamerika kommt Symplocos tinctoria von den zentralen bis südöstlichen Vereinigten Staaten vor. Es gibt Fundortangaben für US-Bundesstaaten Alabama, Arkansas, Delaware, Georgia, Louisiana, Maryland, Mississippi, North Carolina, Oklahoma, South Carolina, Tennessee, Texas, Virginia sowie Florida.
Von der The Nature Conservancy = TNC wird Symplocos tinctoria als „ungefährdet“ („G5“) eingestuft. In der Roten Liste der gefährdeten Arten der IUCN wird Symplocos tinctoria als LC = „Least Concern“ = „nicht gefährdet“ bewertet. Begründet wird diese Bewertung mit der weiten Verbreitung in den USA und dass ihre Gesamtpopulation als groß gilt.
Die Pflanzenexemplare leben oft als Solitäre, selten in Gruppen. Sie wachsen in schütteren bis dichten Hangwäldern, an Steilufern, in Laubwäldern auf Sandböden, an Bachufern und auf stabilen Dünen. Symplocos tinctoria in den USA von feuchten laubabwerfenden Hartholz-Mischwäldern bis trockenen Kiefern-Eichen-Wäldern, auf felsigen Gipfeln oder in Schluchten, „hammocks“, maritimen Wäldern, feuchten bis nassen Pine Barrens und feuchten Standorten in Höhenlagen von 0 bis 1400 Metern.

## Taxonomie
Die Erstveröffentlichung erfolgte 1767 unter dem Namen (Basionym) Hopea tinctoria durch Carl von Linné in Mantissa Plantarum, Band 1, S. 105–106. Das Artepitheton tinctoria bezieht sich auf die Nutzung als Färberpflanze. Als Lectotypusmaterial wurde 1983 „LINN-942.1“ durch Howard und Staples in J. Arnold Arbor. 64, S. 538 festgelegt. Die Neukombination zu Symplocos tinctoria (L.) L’Hér. wurde 1791 durch Charles Louis L’Héritier de Brutelle in Transactions of the Linnean Society of London. London, 1, S. 176 veröffentlicht. Weitere Synonyme für Symplocos tinctoria (L.) L’Hér. sind: Eugenioides tinctorium (L.) Kuntze, Protohopea tinctoria (L.) Miers, Hypericum laurocerasifolium Jacq., Symplocos tinctoria var. ashei Harb., Symplocos tinctoria var. pygmaea Fernald.
Symplocos tinctoria ist in vielen morphologischen Merkmalen sehr variabel und so wurden einige Subtaxa beschrieben. Doch gibt es zwischen den Merkmalsausprägungen Übergänge und schon J. W. Hardin 1966 zeigte, dass sich keine Merkmalskombitionen herausarbeiten lassen, um Subtaxa abzugrenzen.

## Nutzung
Symplocos tinctoria wird als Zierpflanze, beispielsweise im Straßenbegleitgrün, verwendet.
Die dicken und flaumig behaarten Laubblätter können roh gegessen werden; sie weisen einen angenehm süßen Geruch und Geschmack auf. Die wegen ihres süßen Geschmacks gekauten Laubblätter sind leicht sauer, so dass sie sehr erfrischen sind und das Durstgefühl erleichtern.
Aus Borke, Laubblättern und Früchten kann ein gelber Farbstoff gewonnen werden.
Das Holz ist weich, hell, feinporig und leicht zu bearbeiten; es wird beispielsweise für Drechselarbeiten verwendet.
Ein Aufguss geschabter Wurzeln wurde zur Behandlung von Fieber verwendet.

## Trivialnamen
Englischsprachige Trivialnamen sind common sweetleaf, horse-sugar, wild laurel, yellow-wood.

## Galerie

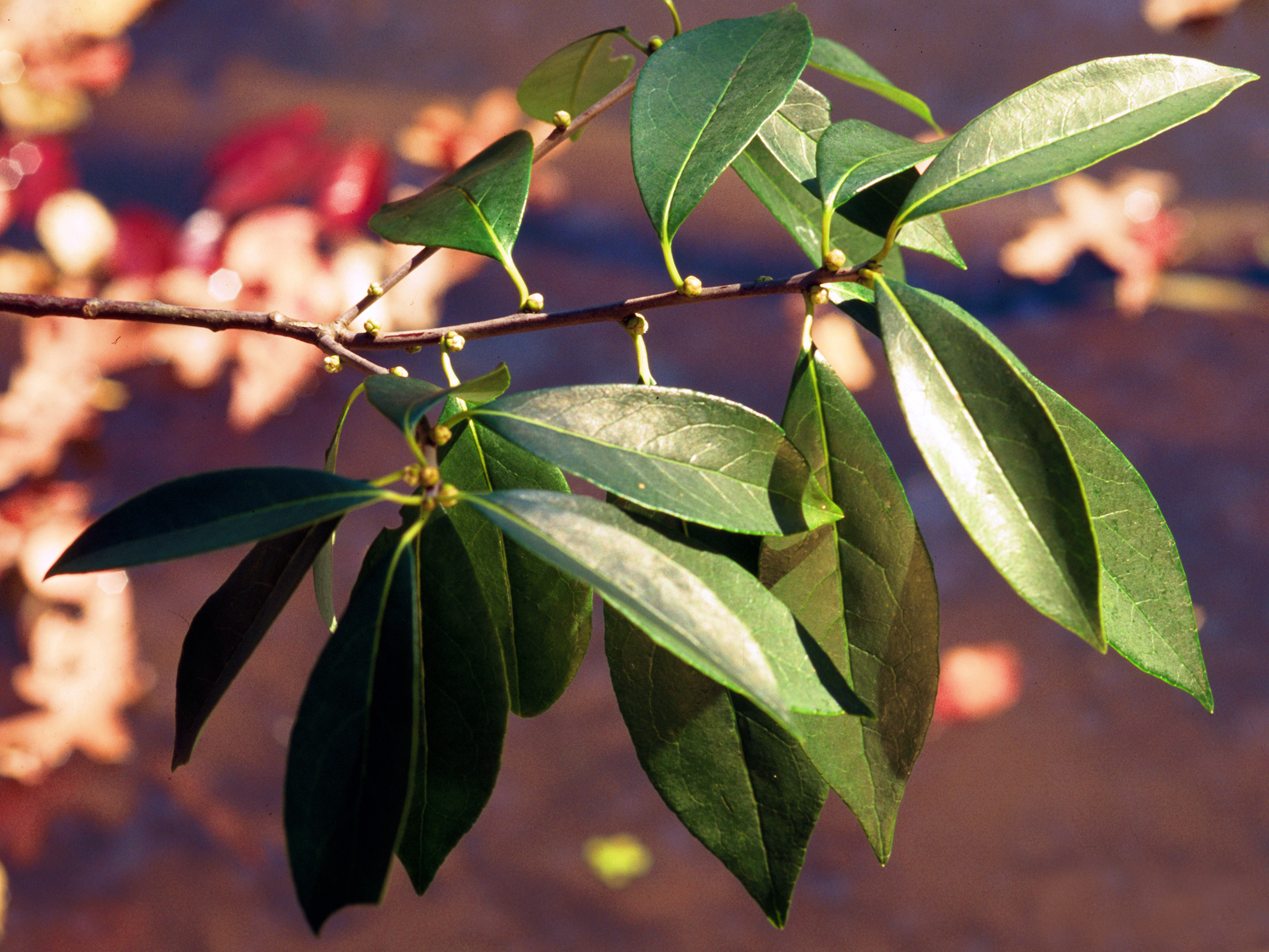
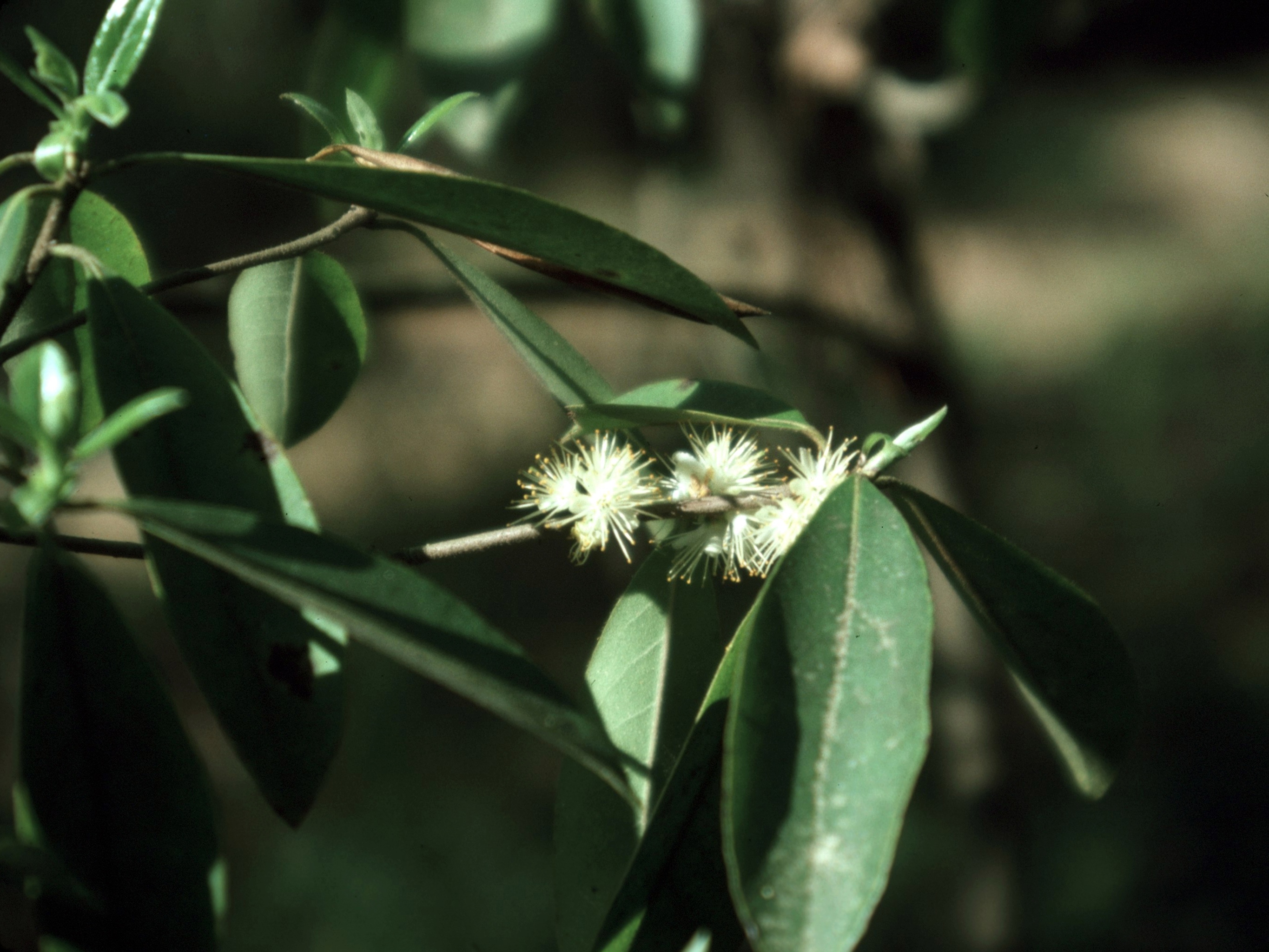
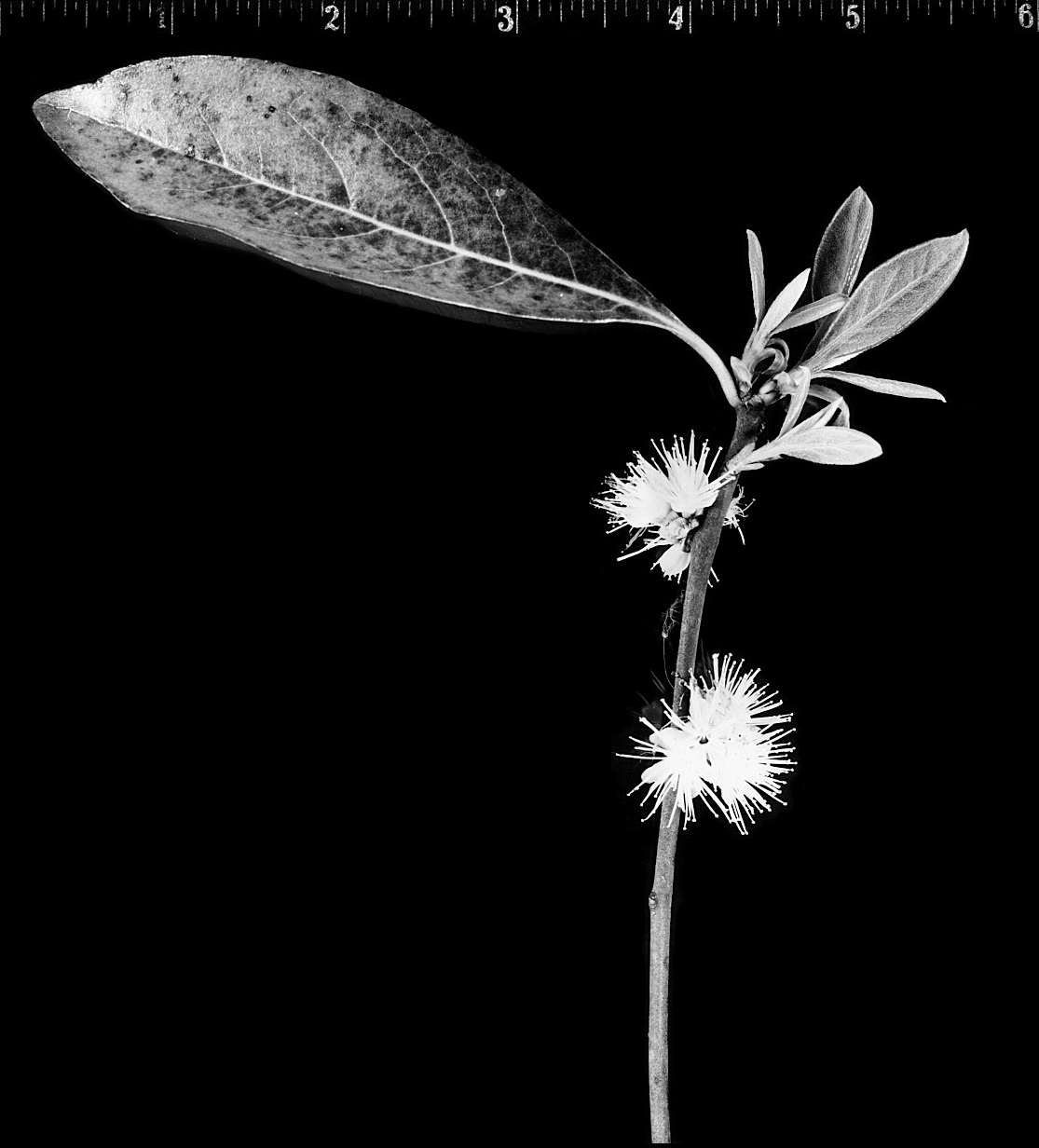
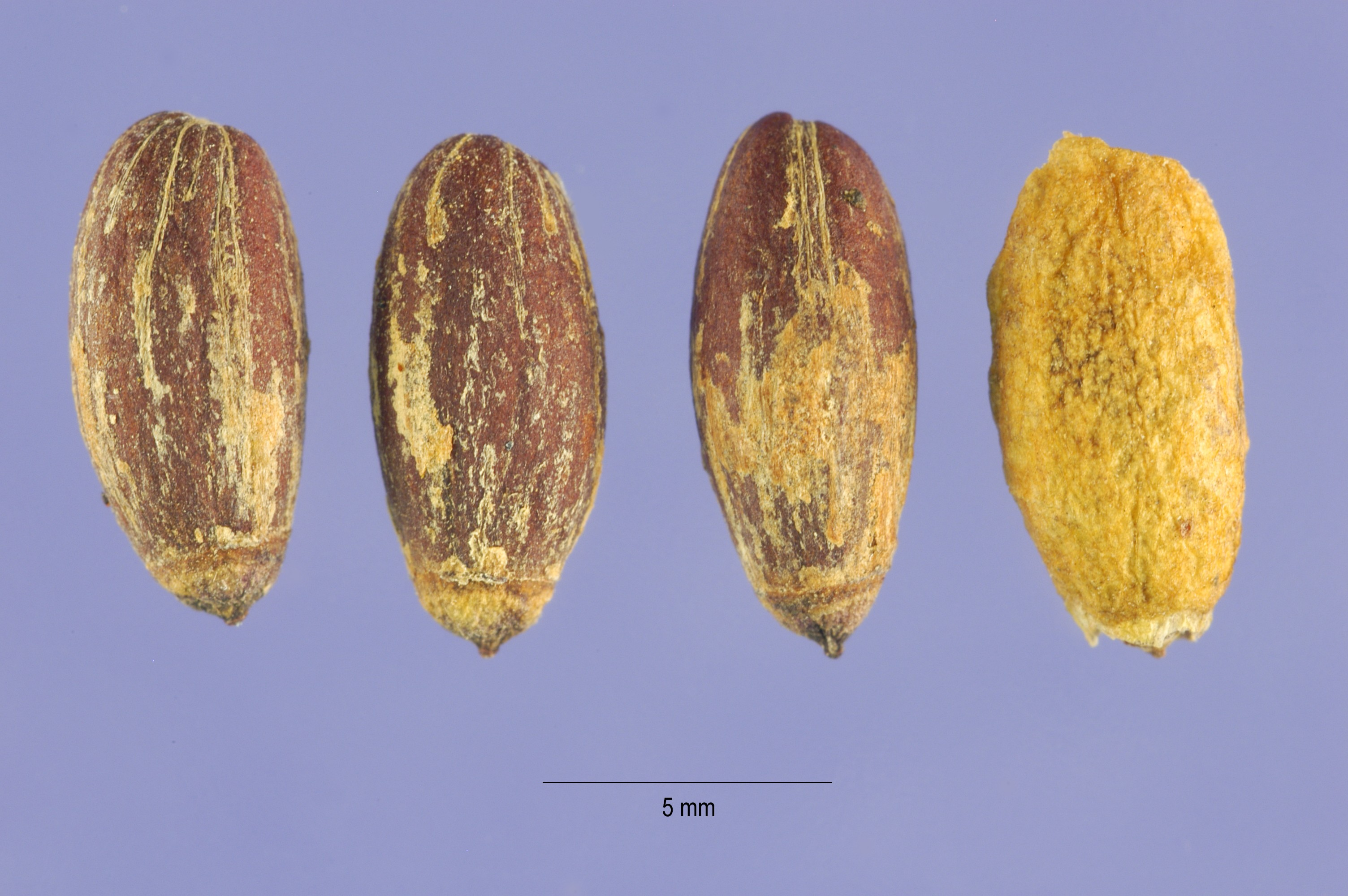
Steinfrüchte